# شهرستان بونگوما
شهرستان بونگوما (به لاتین: Bungoma County) یک منطقهٔ مسکونی در کنیا است. شهرستان بونگوما ۲٬۲۰۶٫۹ کیلومترمربع مساحت و ۱٬۳۷۵٬۰۶۳ نفر جمعیت دارد.